# 新北市立重慶國民中學
新北市立重慶國民中學（Chong Qing Junior High School，CCJH），簡稱重慶國中、慶中，是位於新北市板橋區的一所國中。除了國中部，另外還附設幼稚園。重慶國中是新北市其中一所設立音樂班的國民中學，其他設有音樂班的國中為中和區的漳和國中、三重區的三和國中以及新莊區的中平國中。

## 校史
- 1974年7月，台灣省政府核准設校，馬宗雲女士擔任首任校長。
- 1983年3月，馬宗雲女士轉調臺東女中，新泰國中校長王振東先生接任第二任校長，並制定「仁、恕、誠、正」校訓。
- 1991年8月，王振東先生轉調永和國中，蘆洲國中校長胡佩璋先生接任第三任校長。
- 1994年8月，胡佩璋先生榮退，樹林國中校長劉豐盛先生接任第四任校長。
- 1997年8月，劉豐盛先生轉調林口啟智學校，教務主任方紅哖女士代理校務。
- 1997年11月，烏來國中小校長秦台生先生接任第五任校長。
- 2002年8月，秦台生先生榮退，明志國中校長陳文宏先生接任第六任校長。
- 2006年8月，陳文宏先生榮退，青山國中小校長許秋德先生接任第七任校長。
- 2011年8月，許秋德先生榮退，豐珠國中小校長吳慧蘭女士接任第八任校長。
- 2012年8月，校友會成立。
- 2019年8月，吳慧蘭女士轉調汐止國中，溪崑國中校長蔡安繕先生接任第九任校長。

## 校歌、校徽
點此

## 歷任校長、家長會長
| 任次 | 屆次   | 姓名   | 就任日期       | 卸任日期       | 家長會長（屆次）                                                                             |
| ---- | ------ | ------ | -------------- | -------------- | -------------------------------------------------------------------------------------------- |
| 1    | 1－7   | 馬宗雲 | 1974年7月1日   | 1983年2月28日  | 簡清期（1） 林進福（2） 廖聰海（3－4） 許三郎（5－6） 呂進福（7）                            |
| 2    | 7－15  | 王振東 | 1983年3月1日   | 1991年7月31日  | 呂進福（7－9） 潘金宗（10－11） 薛松茂（12－14） 待考（15）                                  |
| 3    | 16－18 | 胡佩璋 | 1991年8月1日   | 1994年7月31日  | 游嘉明（16） 劉阿國（17） 江清雲（18）                                                       |
| 4    | 19－21 | 劉豐盛 | 1994年8月1日   | 1997年8月24日  | 江清雲（19） 吳濟勇（20－21）                                                                |
| 代理 | 22     | 方紅哖 | 1997年8月25日  | 1997年11月17日 | 吳志勇（22）                                                                                 |
| 5    | 22－26 | 秦台生 | 1997年11月18日 | 2002年7月31日  | 吳志勇（22－23） 吳濟勇（24） 林德雄（25） 張添美（26）                                      |
| 6    | 27－30 | 陳文宏 | 2002年8月1日   | 2006年7月31日  | 張添美（27） 曾錦定（28－29） 蔡錦坤（30）                                                   |
| 7    | 31－35 | 許秋德 | 2006年8月1日   | 2011年7月31日  | 梁明昌（31） 劉邦鋇（32） 粘舜權（33） 蔡台新（34） 薛智文（35）                             |
| 8    | 36－43 | 吳慧蘭 | 2011年8月1日   | 2019年7月31日  | 田毓平（36） 黃美美（37） 王家盛（38） 洪婷（39） 徐秀勉（40） 陳麗薰（41） 林正雄（42－43） |
| 9    | 44－52 | 蔡安繕 | 2019年8月1日   | 現任           | 劉朝沛（44）                                                                                 |

註：依照性別，男性標記為藍色，女性標記為紅色

## 校友會
校友會正式全銜為新北市立重慶國民中學校友會，於2012年成立，由第2屆校友、時任立法委員的江惠貞女士擔任首任校友會理事長。

### 歷任校友會理事長
| 任次 | 屆次 | 姓名   | 就任日期      | 卸任日期      | 備註             |
| ---- | ---- | ------ | ------------- | ------------- | ---------------- |
| 1    | 1－2 | 江惠貞 | 2012年2月12日 | 2016年2月20日 | 時任立法委員     |
| 2    | 3－4 | 卞紹莊 | 2016年2月21日 | 現任          | 時任中華高中校長 |

註：依照性別，男性標記為藍色，女性標記為紅色

## 外部連結
- 新北市立重慶國中 （页面存档备份，存于）
- 新北市立重慶國中Facebook
- 新北市立重慶國民中學詳細資料 （页面存档备份，存于）
- 重慶國中校友會